# Grumman EA-6B Prowler

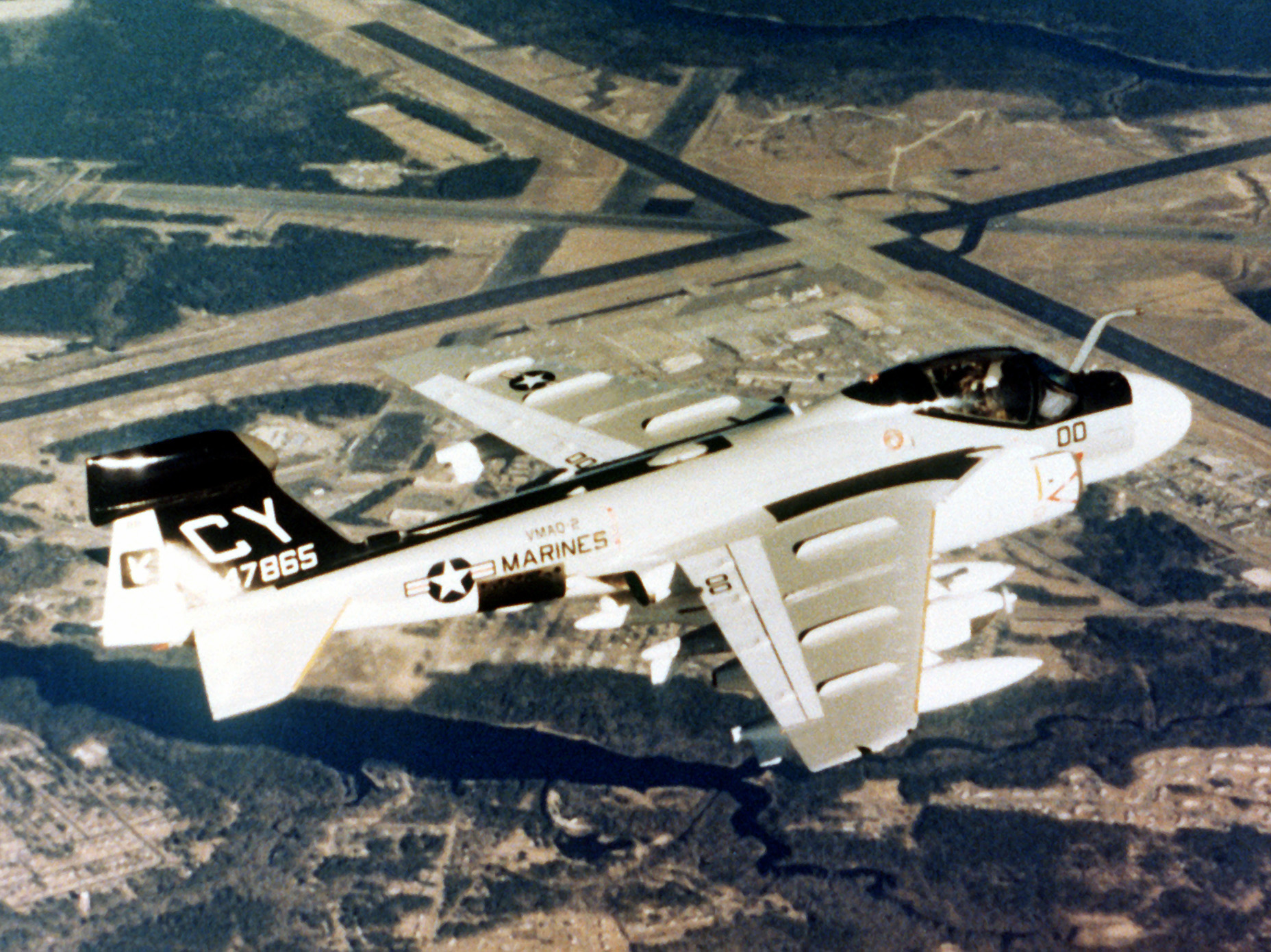
EA-6A Intruder dell'United States Marine Corps sorvola Cherry Point nel 1978. La versione biposto sarebbe stata in seguito sostituita dalla EA-6B Prowler quadriposto.

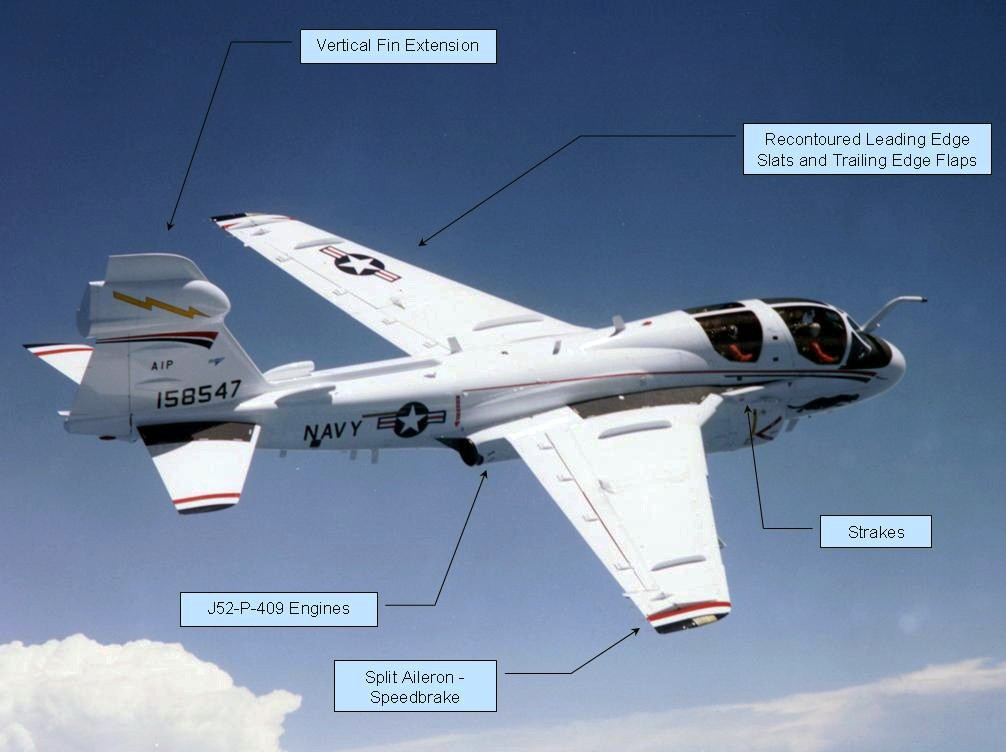
EA-6B ADVCAP

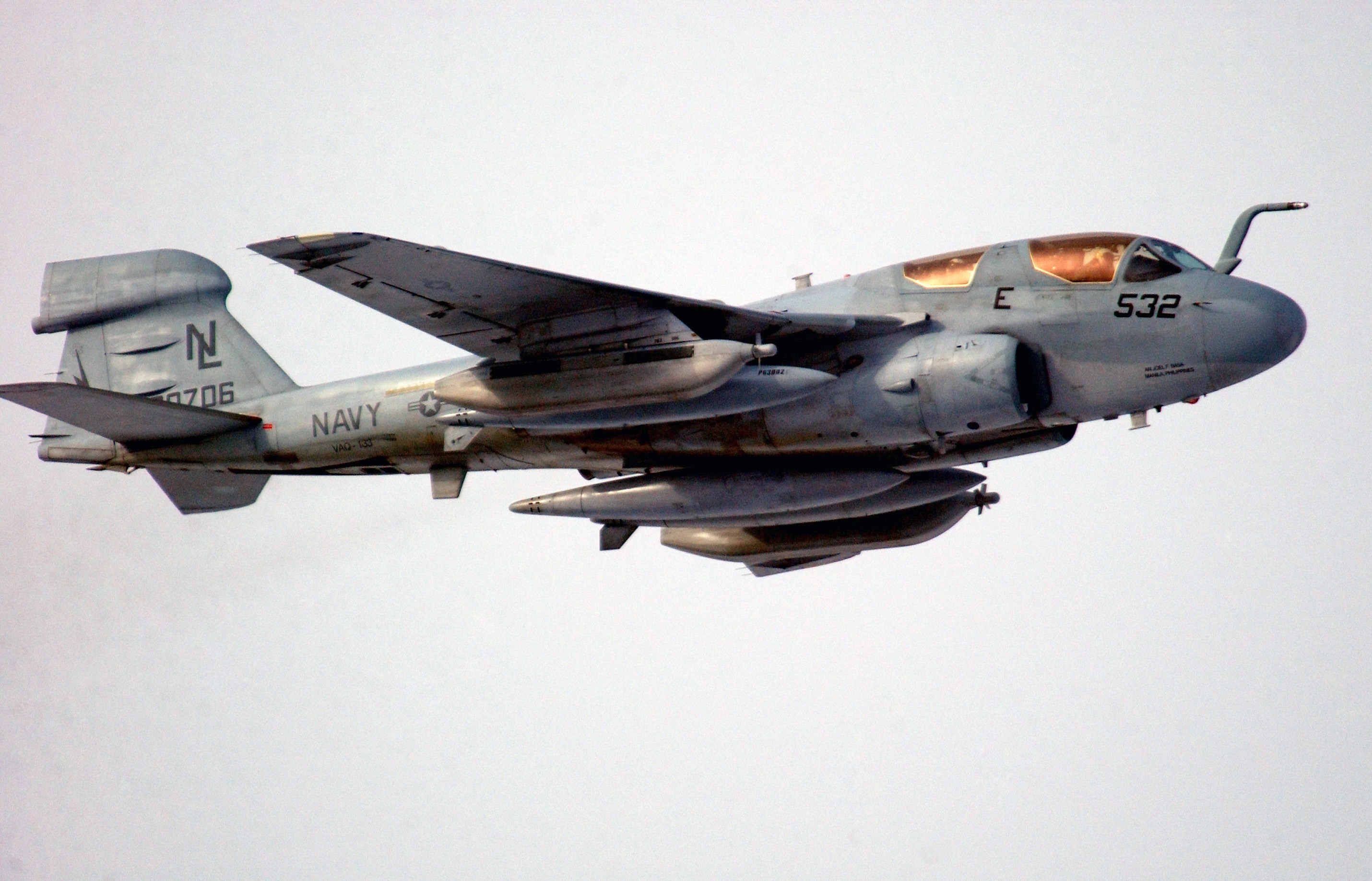
EA-6B Prowler al decollo dalla Eielson AFB. Notare il riflesso dell'oro presente nel tettuccio. L'oro fornisce protezione dalle interferenze elettromagnetiche e scherma l'aereo per evitare perdite di informazioni.

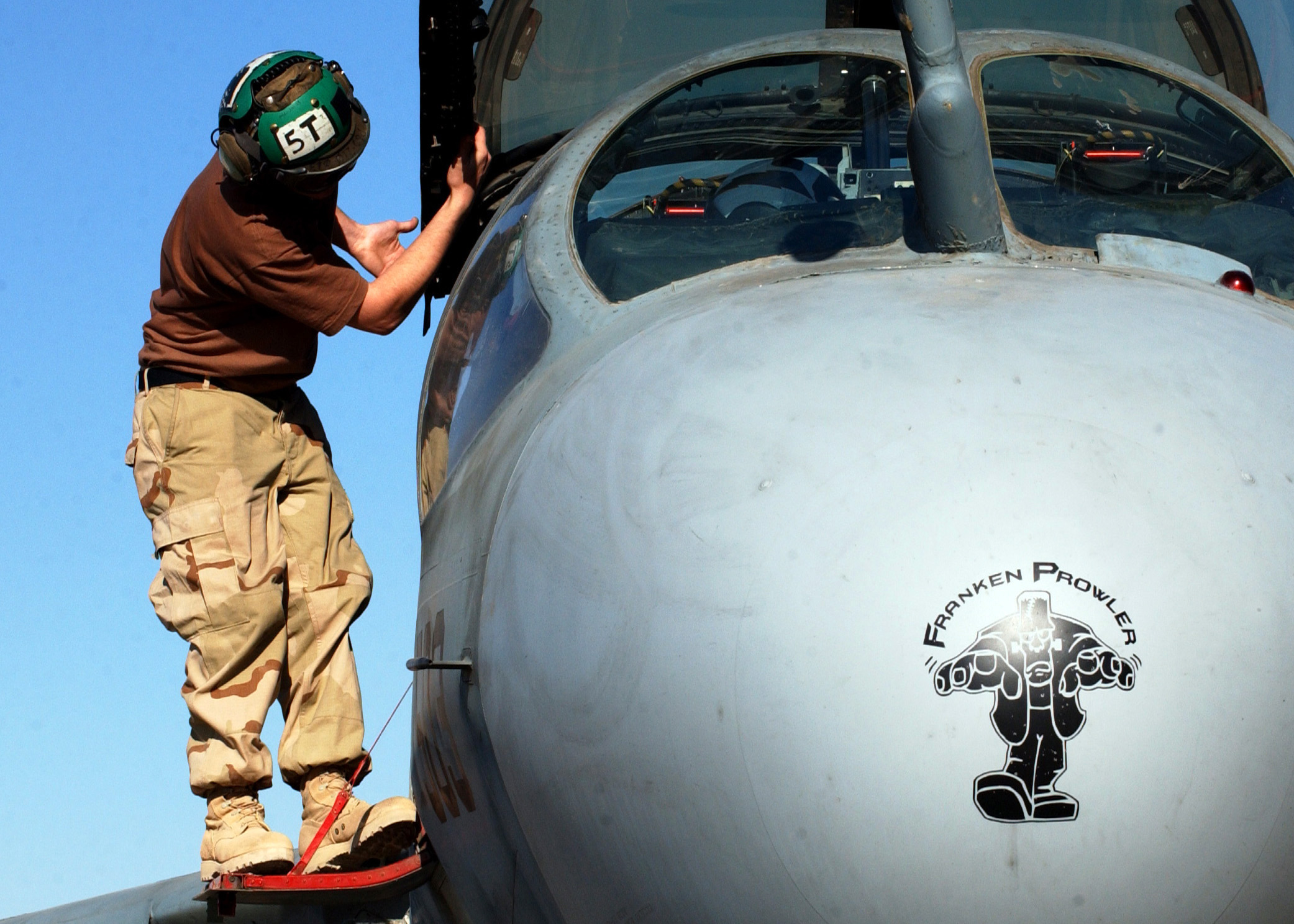
"FrankenProwler" durante l'ispezione pre volo presso la Al Asad Air Base in Iraq.

Il Grumman EA-6B Prowler ("Predatore" in italiano) è stato un aereo da guerra elettronica imbarcabile su portaerei, con un equipaggio di quattro persone. L'EA-6B derivava dall'aereo d'attacco A-6 Intruder ed era caratterizzato da un bulbo sulla estremità della deriva verticale, da ali montate in posizione intermedia, motorizzato da una coppia di turboventole Pratt & Whitney J52, prese d'aria posizionate nella parte bassa della fusoliera e un doppio abitacolo con posti affiancati.
Durante gli anni, oltre ad essere considerato la miglior piattaforma al mondo per il disturbo elettronico, è stato dotato anche della possibilità di effettuare missioni di soppressione delle difese aeree nemiche (SEAD) tramite i missili AGM-88 HARM, ed anche a tal scopo è stato impiegato nei Balcani, in Afghanistan e in Iraq.
Il prototipo del Prowler volò per la prima volta il 25 maggio 1968 ed entrò in servizio con l'US Navy nel 1971. La lunga vita operativa del Prowler si è conclusa l'8 marzo 2019 a seguito dell'introduzione del nuovo E/A-18 Growler.

## Tecnica
Il Prowler era simile all'A-6 Intruder da cui derivava: la fusoliera anteriore era più lunga di 1,37 metri per fare spazio all'abitacolo a quattro posti e ad un compartimento per l'avionica interna di maggiori dimensioni. Come l'Intruder, il Prowler era un bireattore ad ala media a freccia con le estremità pieghevoli da circa metà dell'apertura per permettere la movimentazione del velivolo con gli ascensori delle portaerei.
L'ala non era costituita da due semiali unite alla fusoliera ma da un'unica struttura costituita da un solo blocco di lega d'alluminio inserita attraverso la fusoliera centrale, per questo aveva una resistenza e capacità di carico nettamente superiore.
L'ala presentava slat su quasi tutta la lunghezza dei bordi d'attacco, ipersostentatori nella parte interna dei bordi d'uscita ed alettoni su quella esterna. Alle estremità alari vi erano gli aerofreni.
Gli impennaggi di coda erano di tipo tradizionale con piani di coda interamente mobili. Il carrello era di tipo triciclo anteriore con carrelli principali a ruota singola rientranti nella fusoliera e carrello anteriore a ruota doppia rientrante nel muso con aggancio per la catapulta di lancio, i carrelli erano simili a quelli dell'Intruder ma rinforzati per il maggiore peso dell'aereo.
Il Prowler era inoltre dotato di gancio d'arresto sotto la fusoliera posteriore per l'appontaggio, anche questo simile a quello dell'Intruder ma rinforzato per il maggiore peso dell'aereo. I motori, due turboventola senza postbruciatore Pratt & Withney J52-P-408, presentavano una spinta di 5.080 kg con due prese d'aria sui lati della fusoliera. Come l'Intruder, il Prowler aveva capacità di rifornimento in volo tramite una sonda fissa sul muso, leggermente inclinata verso destra per permettere una maggior visibilità al pilota. Il Prowler era dotato di due piloni sotto ogni semiala più uno ventrale per pod ECM o serbatoi esterni da 1 134 litri; ogni pod era autoalimentato tramite un'elica di legno posta all'estremità anteriore del pod stesso che, trascinata dal flusso d'aria durante il volo, faceva muovere una dinamo.
La caratteristica che permetteva di distinguere facilmente il Prowler era la cabina dell'equipaggio con due coppie di posti affiancati, con un tettuccio apribile verso l'alto (anziché verso l'indietro come sull'A-6 Intruder), ricoperto con uno strato semiriflettente d'oro che schermava l'equipaggio dalle potentissime emissioni elettromagnetiche degli equipaggiamenti da guerra elettronica di bordo.
Il Prowler possedeva un equipaggio di quattro persone: un pilota, un navigatore e due operatori alle contromisure elettroniche (Electronic Warfare Officer, EWO).
Un'altra caratteristica distintiva del Prowler rispetto all'Intruder era la spessa carenatura in cima alla deriva verticale per ospitare gli equipaggiamenti da guerra elettronica.

## Versioni

### A2F-1H/EA-6A[5]
L'A2F-1H era una prima versione dell'Intruder dedicata alle missioni di guerra elettronica derivata dall'A-6A, il progetto di questa nuova versione iniziò nell'agosto del 1961 e venne ordinato dall'USMC nel marzo del 1962.
Con il nuovo sistema di designazione già usato dall'USAF ed imposto alle altre forze armate nel 1962 il progetto A2F-1H venne risiglato EA-6A.
Il primo prototipo dall'EA-6A (148618) volò per la prima volta il 26 aprile 1963. Il secondo prototipo (147865) aveva delle modifiche aerodinamiche tra cui la carenatura in cima alla deriva per il ricevitore del sistema di guerra elettronica AN/ALQ-86 e la fusoliera anteriore allungata di circa 20 cm. A differenza dell'Intruder, l'EA-6A non aveva gli aerofreni alle estremità alari.
L'EA-6A poteva portare ai piloni alari e ventrale dei pod ECM AN/ALQ-76 e AN/ALQ-86, pod contenenti lanciatori di chaff e flare AN/ALE-32 e AN/ALE-41 oppure serbatoi esterni da 1 134 litri.
Altri sistemi di guerra elettronica interni per autoprotezione comprendevano un AN/ALQ-41 ed un AN/ALQ-100 con antenne a forma di asta davanti ai piloni alari esterni. L'EA-6A aveva anche un sistema di disturbo delle comunicazioni AN/ALQ-55 con antenna sul portello del carrello anteriore e dei lanciatori di chaff e flare nella fusoliera inferiore.
L'EA-6A poteva anche portare armamento aria-superficie per missioni d'attacco. Sono stati prodotti ventisette aerei di questa versione, sei da conversioni di A-6A, sei da cellule di A-6A convertite durante la costruzione e quindici interamente nuovi.
L'EA-6A è entrato in servizio negli squadron VMCJ-1, VMCJ-2 e VMCJ-3, poi sciolti e sostituiti dai VMAQ-1 (costituito nel 1975), VMAQ-4 (costituito nel 1981), VAQ-33, VAQ-209 e VAQ-309.

### EA-6B[5]
Prima versione di serie da guerra elettronica.
Il primo prototipo dell'EA-6B era ricavato dalla conversione del quindicesimo A-6A (149481) e volò per la prima volta il 25 maggio 1968 con il collaudatore della Grumman, Don King, ai comandi.
Il secondo prototipo dell'EA-6B era ricavato dalla conversione del tredicesimo A-6A (149479), il terzo dalla conversione del 148615.
Vennero costruiti cinque aerei di preserie (156478-82) tra l'aprile del 1968 ed il marzo del 1970 seguiti da ventitré di serie tra il gennaio del 1971 ed il novembre del 1972.
Inizialmente il Prowler aveva motori J52-P8A da 4 220 kg di spinta, gli stessi dell'A-6A, poi sostituiti dai J52-P-408 da 5 080 kg.
L'EA-6B poteva portare ai piloni alari e ventrale dei pod ECM AN/ALQ-99 oppure serbatoi esterni da 1.134 litri, non era previsto nessun tipo di armamento per cui poteva eseguire solo missioni di guerra elettronica.
Il sistema di guerra elettronica AN/ALQ-99 ha gli eccitatori ed i trasmettitori nei pod alari mentre i ricevitori sono nella carenatura in cima alla deriva e con due antenne su ogni lato della deriva.
L'EA-6B è dotato di un sistema di disturbo delle comunicazioni AN/ALQ-92 con antenna sul portello del carrello anteriore.
La ripartizione dei compiti tra i tre ECMO prevedeva che gli ECMO 1 alla destra del pilota e ECMO 2 dietro al pilota si occupassero dei sistemi per il disturbo dei radar e l'ECMO 3 nel posto posteriore destro del sistemi di disturbo delle comunicazioni.
Il primo EA-6B entrò in servizio nel luglio del 1971 nel VAQ-132, l'ultimo nel marzo del 1977 nel VAQ-136.
Diciassette EA-6B vennero in seguito aggiornati allo standard ICAP I.

### EA-6B EXCAP (EXpanded CAPability)[5]
Versione di serie da guerra elettronica con miglioramenti all'avionica di missione che permise un raddoppio delle frequenze di disturbo.
Gli EA-6B EXCAP avevano motori J52-P-408 da 5.080 kg di spinta.
Vennero costruiti venticinque aerei di questa versione.
I primi EA-6B EXCAP entrarono in servizio nel gennaio del 1974 nel VAQ-133 imbarcato sulla CV-66 USS America, in seguito entrarono in servizio anche negli squadron VAQ-129, VAQ-131, VAQ-132, VAQ-134, VAQ-137 e VAQ-138.

### EA-6B ICAP I (Improved CAPability I)[5]
Versione di serie da guerra elettronica con nuova strumentazione in cabina per una diversa suddivisione dei compiti tra i tre ECMO.
L'ECMO 1, al posto anteriore destro, divenne copilota e navigatore, oltre che addetto ai sistemi di disturbo delle comunicazioni. Gli ECMO 2 e 3 divennero addetti ai sistemi di disturbo dei radar.
Questa versione aveva i sistemi di contromisure elettroniche AN/ALQ-41 e AN/ALQ-100 sostituiti da un AN/ALQ-126 con antenne alla base della sonda di rifornimento in volo, in coda e nella parte posteriore della carenatura sulla deriva.
Vennero costruiti quarantacinque aerei di questa versione.
Il primo EA-6B ICAP I (159907) volò per la prima volta nel luglio del 1975.
Le consegne all'US Navy iniziarono nel marzo del 1976.
Gli EA-6B ICAP I vennero impiegati dagli squadron VAQ-129, VAQ-130, VAQ-131, VAQ-132, VAQ-134, VAQ-135, VAQ-136, VAQ-138, VAQ-139 e VMAQ-2.
La prima crociera operativa avvenne nel 1977 col VAQ-135 imbarcato sulla CVN-68 USS Nimitz come parte del Carrier Air Wing 8.

### EA-6B ICAP II (Improved CAPability II)[5]
Versione di serie da guerra elettronica con nuovi pod ECM AN/ALQ-99 migliorati con un ampliamento delle bande di frequenza di disturbo e modifiche alla strumentazione dei posti posteriori.
Questa versione era la prima armata con AGM-88 HARM ai piloni alari che permettevano l'impiego anche per missioni SEAD per attaccare bersagli di superficie come radar e postazioni contraeree.
A partire dal tredicesimo aereo (162225) venne introdotta la possibilità di azioni di disturbo coordinate tra più Prowler usando il TACAN.
Vennero costruiti quarantuno aerei di questa versione, inoltre quindici EXCAP vennero aggiornati allo standard ICAP II.
Il primo EA-6B ICAP II (161776) venne consegnato alla US Navy sulla base di Patuxent River nel Maryland nel 1983 ed entrò in servizio nel luglio del 1984.

### EA-6B ICAP II (Improved CAPability II) block 86
Versione di serie da guerra elettronica con nuovi pod ECM AN/ALQ-99 migliorati, nuovo elaboratore dei segnali AYK-14, sistema di guerra elettronica per autoprotezione AN/ALQ126B e nuove radio UHF/VHF AN/ARC-182.
L'EA-6B ICAP II entrò in servizio nel 1988.

### EA-6B ADVCAP (ADVanced CAPability)
L'Advanced Capability EA-6B Prowler (ADVCAP) era un programma di sviluppo per migliorare le prestazioni di volo del Prowler ed aggiornarne l'avionica ed i sistemi di guerra elettronica.
L'idea era di aggiornare tutti i Prowler alla configurazione ADVCAP, ma il programma venne cancellato nel 1995 per motivi finanziari.
Il programma ADVCAP iniziò a fine anni ottanta ed era diviso in tre fasi: Full-Scale Development (FSD), Vehicle Enhancement Program (VEP) e Avionics Improvement Program (AIP).
La fase FSD servì per valutare il nuovo sistema di guerra elettronica AN/ALQ-149 Electronic Warfare System. Venne utilizzato un Prowler leggermente modificato per imbarcare il nuovo sistema.
Il prototipo FSD, che era l'ultimo Prowler di preserie (156482), già usato come prototipo della versione ICAP II, volò per la prima volta il 30 gennaio 1989.
La fase VEP aggiunse numerose modifiche all'aereo per migliorarne le prestazioni di volo, in particolare la stabilità latero-direzionale che causava a volte problemi nel controllare l'aereo.
Il Prowler 158542 venne modificato con:
- alette ai bordi d'attacco alari (per migliorare la stabilità direzionale);
- allungamento della carenatura sulla deriva (per migliorare la stabilità direzionale);
- alettoni (per migliorare la stabilità laterale a bassa velocità);
- modificati i profili di ipersostentatori e slat (per compensare l'aumento di peso);
- due nuove stazioni alari sulla parte esterna delle ali (solo per pod ECM);
- nuovi motori J52-P-409 con spinta aumentata a 900 kg per motore;
- nuovo Standard Automatic Flight Control System (SAFCS) digitale.

Queste modifiche aumentarono il peso dell'aereo di circa 900 kg e spostarono il baricentro all'indietro.
Volando ad alti angoli d'attacco lo spostamento del carburante causava un ulteriore spostamento del baricentro per cui l'aereo aveva una stabilità longitudinale statica leggermente negativa.
I risultati delle prove di volo dimostrarono caratteristiche di volo molto migliorate e che l'arretramento del baricentro aveva un effetto minimo.
Il prototipo AIP (158547) aveva tutte le modifiche delle fasi FSD e VEP più un'avionica completamente nuova con schermi multifunzione per l'intero equipaggio, HUD per il pilota e due sistemi di navigazione Global Positioning System/INS.
La fase di collaudo iniziale condotta dalla ditta in collaborazione con l'US Navy venne completata con pochi problemi.
Dopo la cancellazione del programma i tre prototipi 156482, 158542 and 158547 vennero accantonati fino al 1999.
Negli anni successivi i tre aerei vennero smantellati e riassemblati come un unico aereo con matricola 158542, soprannominato FrankenProwler, che tornò in servizio il 23 marzo 2005.

### EA-6B ICAP III (Improved CAPability III)[6]
Nuova versione di serie da guerra elettronica dotata di un sistema di ricevitori AN/ALQ-218, disturbatore di comunicazioni USQ-113 e sistema di trasmissione dati Link 16.
Due Prowler portati a questo standard hanno eseguito 29 voli di collaudo per un totale di 56 ore alla base di Nellis in Nevada con equipaggi collaudatori del Naval Air Warfare Center di China Lake in California.
La valutazione è stata completata nel 2003 con dato esito positivo, è previsto l'aggiornamento di dieci-dodici aerei l'anno in funzione anche dell'andamento del programma Growler.

## Impiego
Il Prowler era il principale aereo da guerra elettronica dell'US Navy e USMC fino all'entrata in servizio dell'E/A-18 Growler, utilizzato in tutte le operazioni aeree eseguite da queste forze armate dalla guerra del Vietnam alle operazioni militari in Iraq iniziate nel 2003.
I primi EA-6B appartenenti al VAQ-132 arrivarono in Vietnam nel giugno del 1972, la prima missione avvenne l'11 luglio e a dicembre vennero impiegati per scortare i bombardieri Boeing B-52 Stratofortress nelle missioni sul Vietnam del nord parte dell'offensiva Linebacker II.
La missione principale del Prowler consisteva nell'appoggiare aerei d'attacco al suolo e truppe terrestri contrastando le attività elettroniche nemiche nell'area di operazioni, ma poteva eseguire anche missioni di ricognizione elettronica (ELectronic INTelligence, ELINT).
Poiché le missioni di guerra elettronica erano (e rimangono) molto impegnative, il Prowler aveva necessità di frequenti manutenzioni ed era l'aereo più frequentemente aggiornato dell'US Navy.
Il 26 maggio 1981 un EA-6B si schiantò sul ponte della CVN-68 USS Nimitz ed esplose, il bilancio fu di 14 morti e 45 feriti.
Con il ritiro dell'EF-111A Raven nel 1995, deciso per limitare il numero di modelli diversi in servizio, l'USAF rimase senza un aereo dedicato alle missioni di guerra elettronica.
Per le esigenze dell'USAF vennero costituiti quattro squadron "Expeditionary" di Prowler con equipaggi misti USAF-US Navy.
L'EA-6B Prowler 163045 appartenente al VMAQ-2 dell'USMC il 3 febbraio 1998 causò la strage del Cermis tagliando il cavo di una funivia ed uccidendo venti persone.
Nel 1998 alla base di Whidbey Island è stato inaugurato un monumento ai 44 membri di equipaggi di Prowler morti in incidenti.
In seguito il totale salì a 48 il 10 novembre 1998 quando un EA-6B si scontrò con un Lockheed S-3 Viking durante un addestramento all'appontaggio notturno sulla CVN-65 USS Enterprise.
Altri cinque Prowler vennero persi per incidenti nel 1998 ma senza vittime.
I Prowler furono impiegati per alcuni anni in Afghanistan ed Iraq anche per operazioni contro l'impiego di ordigni esplosivi artigianali (Improvised Explosive Device, IED) disturbando i segnali dei telecomandi utilizzati, in genere telecomandi per cancelli o telefoni cellulari. Due squadron di Prowler furono trasferiti in Iraq ed impiegati per queste missioni.
Nessun Prowler fu perso in azione, ma più di quaranta furono persi per incidenti fino al 2007.
L'11 febbraio 2008 un EA-6B del VAQ-136 venne perso venti miglia a nord-est di Guam, l'intero equipaggio venne recuperato.
Gli ultimi squadron dell'US Navy operativi furono quelli della base di Whidbey Island, nello stato di Washington, ad eccezione del VAQ-209 della US Navy Reserve della base di Washington DC e del VAQ-136 di base ad Atsugi, in Giappone, come parte del Carrier Air Wing 5 imbarcato sulla CV-63 USS Kitty Hawk, sostituita nel 2003 dalla CVN-76 USS Ronald Reagan.
I Prowler dell'USMC sono sulla base di Cherry Point in North Carolina.
Inizialmente era previsto di sostituire il Prowler con il Common Support Aircraft, poi cancellato.
Nel 2011 iniziarono le sostituzioni dei Prowler del VAQ-132 e VAQ141, entrambi impiegati alle operazioni New Dawn in Iraq e Enduring Freedom in Afghanistan, venendo sostituiti dai Growler. Dal 25 al 27 luglio 2015 presso la Naval Air Station Whidbey Island, a Oak Harbour (Washington), sede dell'Electronic Attack Wing della US Pacific Fleet, ci sono state delle celebrazioni conclusesi con l'atterraggio dell'ultimo EA-6 della United States Navy. Anche se formalmente la radiazione è avvenuta soltanto a luglio, gli EA-6B non erano più utilizzati da novembre del 2014.
L'8 marzo 2019, dopo 40 anni di servizio, l'USMC ha ritirato gli ultimi aerei che erano in carico al Marine Tactical Electronic Warfare Squadron (VMAQ) 2 ‘Death Jesters’ squadron, situato sulla Marine Corps Air Station (MCAS) Cherry Point in Carolina del Nord, reparto che conclude un servizio record che ebbe inizio nel 1977.

## Incidenti

### Incidente del Cermis
Il Grumman EA-6B Prowler è tristemente noto anche per la tragedia accaduta il 3 febbraio 1998 sul Cermis, dove, un aereo di questo tipo tranciò i cavi di una funivia provocando la morte di 20 civili innocenti.

## Utilizzatori
Stati Uniti
- US Navy

| Squadron Name | Insignia | Nickname       | Dates Operated | Carrier air wing              | Station                         | Notes                                                                      |
| ------------- | -------- | -------------- | -------------- | ----------------------------- | ------------------------------- | -------------------------------------------------------------------------- |
| VAQ-129       | /        | Vikings        | 1971–2015      | Fleet Replacement Squadron    | NAS Whidbey Island              | Trained both Marine, Air Force, and Navy crews in the EA-6B and the EA-18G |
| VAQ-130       | /        | Zappers        | 1975–2011      | CVW-3                         | NAS Whidbey Island              | EA-6B replaced by EA-18G                                                   |
| VAQ-131       | /        | Lancers        | 1971–2015      | CVW-2                         | NAS Whidbey Island              | EA-6B replaced by EA-18G                                                   |
| VAQ-132       |          | Scorpions      | 1971–2009      |                               | N/A                             | EA-6B replaced by EA-18G                                                   |
| VAQ-133       | /        | Wizards        | 1971–2014      | CVW-9                         | NAS Whidbey Island              | EA-6B replaced by EA-18G                                                   |
| VAQ-134       |          | Garudas        | 1972–2015      | CVW-8                         | NAS Whidbey Island              | EA-6B replaced by EA-18G.                                                  |
| VAQ-135       |          | Black Ravens   | 1973–2010      |                               | NAS Whidbey Island              | EA-6B replaced by EA-18G                                                   |
| VAQ-136       |          | Gauntlets      | 1973–2012      |                               | NAS Whidbey Island              | EA-6B replaced by EA-18G                                                   |
| VAQ-137       | /        | Rooks          | 1973–2012      | CVW-1                         | NAS Whidbey Island              | EA-6B replaced by EA-18G                                                   |
| VAQ-138       | /        | Yellow Jackets | 1976–2009      |                               | N/A                             | EA-6B replaced by EA-18G                                                   |
| VAQ-139       | /        | Cougars        | 1983–2011      | CVW-17                        | NAS Whidbey Island              | EA-6B replaced by EA-18G                                                   |
| VAQ-140       | /        | Patriots       | 1985–2014      | CVW-7                         | NAS Whidbey Island              | EA-6B replaced by EA-18G                                                   |
| VAQ-141       | /        | Shadowhawks    | 1987–2009      | CVW-5                         | Naval Air Facility (NAF) Atsugi | EA-6B replaced by EA-18G                                                   |
| VAQ-142       |          | Gray Wolves    | 1997–2015      | CVW-11                        | NAS Whidbey Island              | EA-6B replaced by EA-18G                                                   |
| VAQ-209       | /        | Star Warriors  | 1977–2013      | Reserve Tactical Support Wing | NAS Whidbey Island              | EA-6B replaced by EA-18G                                                   |

- US Marine Corps

| Squadron Name | Insignia | Nickname      | Dates operated | Senior Command                  | Station                                |
| ------------- | -------- | ------------- | -------------- | ------------------------------- | -------------------------------------- |
| VMAQT-1       |          | Banshees      | 1992–2016      | MAG-14, 2nd MAW                 | MCAS Cherry Point, NC                  |
| VMAQ-2        |          | Death Jesters | 1977-2019      | MAG-14, 2nd MAWalign="center"\| | MCAS Cherry Point, NC align="center"\| |
| VMAQ-3        |          | Moon Dogs     | 1992–2018      | MAG-14, 2nd MAW                 | MCAS Cherry Point, NC                  |
| VMAQ-4        |          | Seahawks      | 1981–2017      | MAG-14, 2nd MAW                 | MCAS Cherry Point, NC                  |

## Livree
La colorazione dei Prowler era inizialmente quella usata per tutti gli aerei imbarcati con grigio chiaro opaco FS36440 su tutte le superfici superiori e laterali e bianco lucido FS17875 per tutte le superfici inferiori e le superfici mobili di controllo.
Nel 1978 gli aerei vennero ridipinti interamente in grigio chiaro opaco FS36440.
Nei primi anni '80 venne introdotta per tutti gli aerei della US Navy una nuova colorazione basata su diverse tonalità di grigio, usati anche per le insegne al posto dei colori vistosi.
Per il Prowler la colorazione è grigio medio FS36320 sulle superfici superiori con grigio chiaro FS36375 attorno all'abitacolo, grigio bluastro FS35237 sul pannello antiriflesso di fronte all'abitacolo, bordi delle prese d'aria, un terzo anteriore delle superfici superiori di ali e piani di coda e bordi anteriori dei pod ECM, e grigio chiaro FS36375 sulle superfici inferiori.